# 영주 부석사 석조석가여래좌상
영주 부석사 석조석가여래좌상(榮州 浮石寺 石造釋迦如來坐像)은 대한민국 경상북도 영주시 부석면, 부석사에 있는 남북국 시대 신라의 불상이다. 2010년 2월 24일 대한민국의 보물 제1636호로 지정되었다.

## 개요
부석사 자인당에는 거의 같은 규모의 여래삼존상이 봉안되어 있다. 2구는 지권인의 비로자나불상이며, 1구는 항마촉지인의 석가모니불의 도상특징을 보여준다.
이 삼불상은 원래 부석사 동쪽 1.5km 지점에 위치하는 동방사지(東方寺址)에서 1957년에 옮겨 온 것이다. 이들 삼존 중 비로자나불 2구는 1963년 1월 21일 보물 제220호 영주 북지리 석조여래좌상으로 지정되었다. 자인당에 이미 보물로 지정된 두 구의 석조비로자나불좌상과 함께 봉안되어 있는 이 석조여래좌상은 동그란 얼굴, 항마촉지인의 수인과 꽃문양이 조각된 승각기, 부드러우면서도 사실적인 옷주름의 표현, 높은 삼단대좌에 부조된 향로와 7사자, 합장 한 보살상 등에서 통일신라 9세기의 작품으로 판단된다.
특히 대좌 뒷면에 조각된 지장보살상은 특이한 예로 주목되며, 높고 화려한 대좌는 양감이 강조된 불상과 어우러져 조화를 이루는 수준 높은 작품이다. 거의 훼손없이 원형을 유지하고 있는 삼단대좌와 불상은 다소 장식화 경향을 보이는 통일신라 9세기의 전형양식을 보여주고 있고, 보물 제220호와 같은 사지에 유존하고 있던 것으로 보아 삼불(삼신불)로 조성되었을 가능성이 높다.

## 같이 보기
- 부석사
- 영주 북지리 석조여래좌상 (보물 제220-1, 220-2호)

## 참고 자료
- 영주 부석사 석조석가여래좌상 - 국가유산청 국가유산포털